# デルタ航空89便緊急着陸事故
デルタ航空89便緊急着陸事故（デルタこうくう89びんきんきゅうちゃくりくじこ、英：Delta Air Lines Flight 89）は、2020年1月14日にアメリカ合衆国・カリフォルニア州ロサンゼルス国際空港発中華人民共和国・上海市上海浦東国際空港行きのデルタ航空89便（ボーイング777-200ER）がロサンゼルス国際空港離陸直後に圧縮機失速を起こしたために同空港へ引き返し緊急着陸を行った事故である。
緊急着陸は成功し89便の乗員乗客165人全員が無事であったが、空港へ引き返す際に人口密集地域において燃料投棄を行ったため屋外にいた少なくとも56人が燃料を浴び皮膚や肺への軽度な刺激を引き起こし、投棄地点下にあった複数の学校が清掃のため一日閉鎖されるなどの被害が出た。

## 事故
2020年1月14日現地時間午前11時32分、デルタ航空89便は乗員16人と乗客149人の計165人を乗せてロサンゼルス国際空港を離陸した。ロサンゼルス国際空港を離陸後、太平洋上にて上昇中に右エンジンが圧縮機失速を起こし、パイロットはその旨及び空港へ引き返すことを管制官に報告した。機体にはロサンゼルス国際空港から上海浦東国際空港へ向かうために積載していた最大着陸重量を優に超える量の燃料があっため、管制官は燃料投棄のために海上に留まりたいかを尋ねた。しかし、パイロットは「我々は機体を制御出来ている...危険な状態ではない。」と燃料投棄を否定し、管制官からの「了解、上空待機や燃料の投棄などを行う必要はないのですね？」との再度の問いかけに対しても「ありません。」と返した。パイロットはロサンゼルス国際空港で最も長い滑走路25Rへの着陸を要請した。89便は空港へ引き返して緊急着陸を行い、乗員乗客165人全員が無事に地上へ戻った。
しかし89便は緊急着陸のためにロサンゼルス国際空港に戻る間に、5つの小学校と1つの高校を含むロサンゼルス郡内の5マイル (8km) の区域に渡って燃料を投棄した。最も影響を受けたのはカダヒーにあるパーク・アベニュー小学校で、何人かの生徒が燃料を浴びた。また、サウスゲイトの小学校でも生徒複数名が被害を受けた。当時体育の授業を受けていた生徒らは、上空を通過する89便を見るまで雨が降っているものと勘違いしていた。

## 余波
ファーストレスポンダーは、89便が燃料を投棄したときに屋外にいた生徒と教員を治療するために複数の学校に呼ばれた。少なくとも56人の子供と大人が、皮膚と肺に軽度の刺激を受けたと報告されている。影響を受けたすべての学校は清掃のために閉鎖されたが、翌日より授業が再開された。
一連の出来事はCBSニュース、ニューヨーク・タイムズ、ロサンゼルス・タイムズなどの調査・分析・報道により多くのメディアの注目を集め国際的なメディアでも取り上げられた。航空専門家は89便の乗員の行動に戸惑いを見せた。かつてユナイテッド航空で機長を務めた人物は、人口密集地域での燃料投棄は「誰も」が行うことのない「かなりとんでもないこと」であると述べた。安全専門家のジョン・コックスは「(緊急事態が発生したのは) 海上であったし、彼らは脅威が差し迫った状況でも無かった」ため、パイロットは「何故燃料投棄に適した海上から戻ってきた際に低高度で燃料を投棄し続けたのか、そして燃料を投棄している旨を管制官に報告しなかったのかを説明する必要がある。」と述べた。ボーイング777のパイロットであるレス・アベンドは、パイロットは2度管制官に原因不明の理由で着陸を遅らせる必要があると報告したと述べた。これは89便の乗員がチェックリストを完了させ燃料を投棄するためにより多くの時間が必要であり、速やかに着陸することができない状況であったことを示唆している。アベンドは何故パイロットが海上で燃料を投棄しなかったのか、何故パイロットは管制官に自らの意図の説明に時間を割かなかったのかを推測し、「正直、私には答えが出せません。」と述べた。
89便の事件を受け、シアトル・タコマ国際空港に隣接するワシントン州ベリアンの市長は、同空港の運営者であるポート・オブ・シアトルに対し同様の状況が発生した場合の緊急対応計画を作成するように要請した。
事故機は修理され、1月24日にデルタ航空での運航に復帰した。

## 調査
1月15日、連邦航空局は89便の事故を調査中であると発表した。声明の中で、FAAは「アメリカ合衆国の主要空港に離着陸する航空機には特別な燃料投棄手順があります」「通常は高度の高い場所で、指定された人の居ない場所に燃料を投棄するように求めています。燃料は地面に到達する前に霧化して分散します」と述べた。